# Eugène Martin
Eugène Martin (24. března 1915 Suresnes – 12. října 2006 Aytré) byl francouzský závodník, vystudoval techniku na polytechnice v Miláně. Promovaný inženýr si pořídil závodní BMW - Frazer Nash a hned v roce 1947 zvítězil v Angouleme a Grand Prix Lyonu.
Především druhé vítězství ho proslavilo a otevřelo mu cestu mezi elitu ve třídě GTA ještě před úspěšným závodem v Jicey v letech 1948–1949.
Nabídka z Formule 1 na sebe nedala dlouho čekat a tak mu Talbot půjčil svůj vůz pro Grand Prix Velké Británie a Grand Prix Švýcarska, ale v Bernu se těžce zranil a ve Formuli 1 se již nikdy neobjevil.
Za volantem závodních vozů se objevuje jen sporadicky a v roce 1954 se rozloučil se sportovní kariérou na Grand Prix v Pau, jeho derniéra však skončila srážkou. Eugène se poté soustředil na svou novou roli technického ředitele společnosti Salmsons.

## Vítězství
- 1947 Grand Prix Angouleme BMW/Frazer-Nash
- 1947 Grand Prix Lyons BMW/Frazer-Nash

## Kompletní výsledky ve formuli 1
| Legenda k tabulce | Legenda k tabulce                                                                       |
| Barva             | Výsledek                                                                                |
| ----------------- | --------------------------------------------------------------------------------------- |
| Zlatá             | Vítěz                                                                                   |
| Stříbrná          | 2. místo                                                                                |
| Bronzová          | 3. místo                                                                                |
| Zelená            | Bodované umístění                                                                       |
| Modrá             | Nebodované umístění                                                                     |
| Modrá             | Dokončil neklasifikován (NC)                                                            |
| Fialová           | Odstoupil (Ret)                                                                         |
| Červená           | Nekvalifikoval se (DNQ)                                                                 |
| Červená           | Nepředkvalifikoval se (DNPQ)                                                            |
| Černá             | Diskvalifikován (DSQ)                                                                   |
| Bílá              | Nestartoval (DNS)                                                                       |
| Bílá              | Závod zrušen (C)                                                                        |
| Světle modrá      | Pouze trénoval (PO)                                                                     |
| Světle modrá      | Páteční testovací jezdec (TD)                                                           |
| Bez barvy         | Netrénoval (DNP)                                                                        |
| Bez barvy         | Vyřazen (EX)                                                                            |
| Bez barvy         | Nepřijel (DNA)                                                                          |
| Bez barvy         | Odvolal účast (WD)                                                                      |
| Bez barvy         | Nezúčastnil se (prázdné)                                                                |
| Označení          | Význam                                                                                  |
| Tučnost           | Pole position                                                                           |
| Kurzíva           | Nejrychlejší kolo                                                                       |
| †                 | Jezdec nedojel do cíle, ale byl klasifikován, protože odjel více než 90 % délky závodu. |
| ‡                 | Byl udělován poloviční počet bodů, protože bylo odjeto méně než 75 % délky závodu.      |
| Horní index       | Umístění bodujících jezdců ve sprintu                                                   |

| Rok  | Tým                        | Šasi           | Motor      | 1       | 2   | 3   | 4       | 5   | 6   | 7   | Umístění | Body |
| ---- | -------------------------- | -------------- | ---------- | ------- | --- | --- | ------- | --- | --- | --- | -------- | ---- |
| 1950 | Automobiles Talbot-Darracq | Talbot T26C-DA | Talbot L 6 | GBR Ret | MON | 500 | SUI Ret | BEL | FRA | ITA | -        | 0    |

### Závody F1 nezapočítávané do MS
| Rok  | Grand Prix           | Okruh         | Vůz          | Pozice          | Výsledky |
| ---- | -------------------- | ------------- | ------------ | --------------- | -------- |
| 1946 | Coupe René le Bègue  | Saint-Cloud   | Salmson GS   | Odstoupil       | Výsledky |
| 1947 | Grand Prix Nimes     | Nîmes         | BMW 328      | Odstoupil       | Výsledky |
| 1947 | Grand Prix Comminges | Saint-Gaudens | BMW 328      | Odstoupil       | Výsledky |
| 1948 | Grand Prix Pau       | Pau           | BMW 328      | Odstoupil       | Výsledky |
| 1948 | Grand Prix Paříže    | Montlhéry     | BMW 328      | Odstoupil       | Výsledky |
| 1948 | Grand Prix Francie   | Reims         | CTA          | Nestartoval     | Výsledky |
| 1948 | Grand Prix Comminges | Saint-Gaudens | BMW 328      | Nedokončil      | Výsledky |
| 1948 | Grand Prix du Salon  | Montlhéry     | Jicey        | Nedokončil      | Výsledky |
| 1949 | Grand Prix Marseille | Marseille     | Jicey        | Nedokončil      | Výsledky |
| 1951 | Grand Prix Pau       | Pau           | Ferrari 166C | Nestartoval     | Výsledky |
| 1952 | Grand Prix Pau       | Pau           | Jicey        | 5. místo        | Výsledky |
| 1952 | Grand Prix Marseille | Marseille     | Jicey        | Nedokončil      | Výsledky |
| 1952 | Grand Prix Paříže    | Montlhéry     | Jicey        | Diskvalifikován | Výsledky |
| 1952 | Circuit du Lac       | Aix-les-Bains | Jicey        | 5. místo        | Výsledky |
| 1953 | Grand Prix Pau       | Pau           | Jicey        | 9. místo        | Výsledky |
| 1954 | Grand Prix Pau       | Pau           | Gordini T16  | Odstoupil       | Výsledky |

### Výsledky ze závodu 24 hodin Le Mans
| Rok  | Kategorie | Tým                | Vůz             | Spolujezdci                     | Umístění                            |
| 1950 |           | Automobiles Talbot | Talbot T26GS    | Yves Giraud-Cabantous           | nestartoval                         |
| 1952 | S1.5      | Auguste Lachaize   | Porsche 356/4   | Auguste Lachaize                | nedokončil                          |
| 1953 |           | Gustave Olivier    | Porsche 356     | Gustave Olivier                 | nedokončil                          |
| 1954 |           | Equipe Gordini     | Gordini T15     | André de Guelfi, Jacques Pollet | nestartoval (Tým dojel na 6. místě) |
| 1958 | S2000     | Jean Thepenier     | Maserati 200 SI | Michel Dagorne                  | Nedokončil                          |